# Giù, nel delirio
Giù, nel delirio è l'opera prima di Alda Teodorani, pubblicato la prima volta nel 1991 dalla casa editrice Granata Press e poi ristampato sempre da Granata Press nel 1993 all'interno di Le radici del male insieme ad altri due romanzi brevi e nello stesso modo da Addictions (2003) e da Cut Up (2013) per poi essere inserito in I sacramenti del male (2008) pubblicato nella collana Il giallo Mondadori presenta. Il romanzo è narrato in prima persona da un punto di vista maschile,.

## Trama
Un fotografo cocainomane ossessionato dalla violenza e che paga per poter assistere alle uccisioni messe in scena da assassini spietati, si innamora di una pittrice di incubi. 
Entrambi sono drogati di violenza, ma è una violenza alla quale cercano in ogni modo di sfuggire tramite l'amore che li lega.